# Janelly Fourtou
Janelly Fourtou (ur. 4 lutego 1939 w Paryżu) – francuska filolog i polityk, w latach 1999–2009 eurodeputowana.

## Życiorys
W 1972 została magistrem filologii francuskiej. W latach 60. pracowała jako asystent w izbie handlowej oraz w księgarni. Od 1983 przez wiele lat zasiadała w radzie miejskiej Neuilly-sur-Seine, pełniła funkcję w administracji komunalnej, odpowiadając za sprawy mieszkalnictwa i następnie zatrudnienia.
W 1999 i 2004 z ramienia Unii na rzecz Demokracji Francuskiej uzyskiwała mandat posłanki do Parlamentu Europejskiego VI kadencji. W PE należała do grupy chadeckiej (V kadencja) i grupy liberalnej (VI kadencja), pracowała m.in. w Komisji Rynku Wewnętrznego i Ochrony Konsumentów oraz w Komisji Petycji.
W 2007 wraz z częścią działaczy UDF współtworzyła Ruch Demokratyczny. Wkrótce opuściła to ugrupowanie, wstąpiła do ugrupowania Alliance citoyenne pour la démocratie en Europe, które powołał Jean-Marie Cavada. W 2009 nie ubiegała się o reelekcję w wyborach europejskich.
Żona profesora Jeana-René Fourtou, byłego dyrektora zarządzającego koncernu medialnego Vivendi Universal.